# Довірена особа кандидата
Дові́рена осо́ба кандидата — в Україні суб'єкт виборчого процесу на виборах Президента України, народних депутатів України, місцевих виборах.
Довірені особи кандидата сприяють кандидатам під час виборчого процесу, представляють інтереси кандидата у відносинах з виборчими комісіями, органами державної влади, органами влади Автономної Республіки Крим та органами місцевого самоврядування, об'єднаннями громадян, виборцями.
Довірені особи кандидата здійснюють свої функції на громадських засадах.
Правовий статус довіреної особи визначається виборчим законодавством України, зокрема Законами України «Про вибори народних депутатів України», «Про вибори депутатів Верховної Ради Автономної Республіки Крим, місцевих рад та сільських, селищних, міських голів», «Про вибори Президента України».
Довірених осіб обирають кандидати, що балотуються на відповідні посади, з числа громадян України, які мають право обирати. Довірені особи допомагають у здійсненні виборчої кампанії, проведенні передвиборчої агітації, представляючи інтереси кандидата у відносинах з виборчими комісіями, органами державної влади і місцевого самоврядування, об'єднаннями громадян, виборцями.
Відповідно до Закону «Про вибори Президента України» кандидати у Президенти України можуть мати в кожному з 225 територіальних округів по одній довіреній особі і п'ять довірених осіб на території загальнодержавного одномандатного виборчого округу, які реєструються Центральною виборчою комісією. Після реєстрації вона видає довіреним особам відповідні посвідчення. Зареєстровані довірені особи кандидатів у Президенти на час проведення передвиборчої кампанії мають право на звільнення від виконання виробничих або службових обов'язків. Законом «Про вибори народних депутатів України» передбачається, що кандидати в нар. депутати в одномандатному виборчого окрузі можуть мати не більше 5 довірених осіб, які реєструються окружними виборчими комісіями. Останні видають довіреним особам посвідчення встановленого зразка. Довірені особи за поданням кандидата в депутати звільняються від виконання виробничих або службових обов'язків на час підготовки і проведення передвиборчої заходів зі збереженням середньої зарплати за останнім місцем роботи. За положеннями Закону України «Про вибори депутатів місцевих рад та сільських, селищних, міських голів» кандидати у депутати місцевих рад можуть мати не більше 5, а кандидати на посаду сільського, селищного, міського голови — не більше 10 довірених осіб, які реєструються відповідними окружних виборчих (територіальними) комісіями. Виборчі комісії після реєстрації довірених осіб видають їм посвідчення за зразком, встановленим ЦВК. На місцевих виборах усі довірені особи здійснюють свої функції на громад, засадах.
Повноваження довірених осіб чинні від дня їх реєстрації відповідною виборчою комісією до наступного за днем вибуття з балотування відповідного кандидата або після оприлюднення результатів виборів, у тому числі по відповідному виборчого округу.
Кандидати на всіх рівнях виборів в Україні мають право у будь-який час до дня виборів звернутися до відповідних виборчої комісій із заявою щодо припинення повноважень його довіреної особи і реєстрацію замість неї іншої особи. Довірені особи кандидатів також за власною ініціативою у будь-який час можуть скласти свої повноваження, повернувши до відповідної виборчої комісії видане посвідчення і повідомивши про це кандидата.
В Україні не допускається реєстрація довірених осіб з числа громадян, що проходять строкову військову службу, військовослужбовців Збройних сил, Національної гвардії, Прикордонних військ, СБУ, Управління державної охорони, військ Цивільної оборони, інших утворених відповідно до законів України військ, формувань, осіб рядового і начальницького складу, працівників органів внутрішніх справ України, суддів і прокурорів, керівників органів державної влади та місцевого самоврядування, їх заступників.